# Mega Man Powered Up
Mega Man Powered Up (Rockman Rockman au Japon) est un jeu vidéo de plates-formes développé et édité par Capcom en 2006 sur PlayStation Portable. C'est un remake du premier épisode fondateur de la série originale et fait partie de la série Mega Man.

## Scénario
Mega Man Powered Up reprend à quelques détails près le scénario original de Mega Man.
En l'an 200X, le Dr Wily décide de conquérir le monde, en dérobant les huit robots du docteur Dr Light. Pendant le processus, il commet toutefois l'erreur d'ignorer deux de ses plus récents créations, Mega et Roll. Il incombe désormais à Mega, alias Mega Man, de neutraliser le vil professeur et ses huit acolytes.

## Système de jeu
Mega Man Powered Up est un remake du tout premier jeu de la série, sorti en 1987 sur Nintendo Entertainment System avec deux bosses supplémentaires. À la différence de Mega Man Maverick Hunter X, le jeu adopte une esthétique Super deformed.
En général, Mega Man Powered Up demeure fidèle au jeu original. Le héros peut courir, sauter, grimper aux échelles et tirer avec son canon. Plus tard, il lui sera également possible, en guise de bonus, de charger son canon et également d'effectuer une glissade d'esquive.
Plusieurs nouveautés viennent également renforcer le potentiel de rejouabilité comme deux nouveaux boss (Oil Man et Time Man), plusieurs personnages secrets à débloquer, près de cent niveaux supplémentaires, un éditeur de niveaux simplifié ; le jeu original comprenant des graphismes remis au goût du jour. De plus, contrairement au jeu original, Mega Man Powered Up dispose d'un niveau d'introduction dans lequel le joueur contrôle Rock (Mega Man) sans son armure de combat.

## Accueil
Mega Man Powered Up est bien reçu par la presse spécialisée. Il obtient un score de 82 % sur Metacritic sur la base de 28 critiques.